# Полонез Огінського (фільм)
«Полонез Огінського» (рос. «Полонез Огинского») — білоруський радянський художній фільм 1971 року режисера Льва Голуба.

## Сюжет
Німецько-радянська війна. Осиротілий маленький скрипаль разом зі своїм старшим другом проводять одну за одною серйозні операції в тилу ворога.

## У ролях
- Ілля Цуккер
- Геннадій Гарбук
- Павло Кормунін
- Геннадій Юхтін
- Петро Павловський
- Олев Ескола
- Ольгертс Шалконіс

## Творча група
- Сценарій: Костянтин Губаревич
- Режисер: Лев Голуб
- Оператор: Григорій Масальський
- Композитор: Генріх Вагнер